# 拉斯纳瓦斯德尔马尔克斯
拉斯纳瓦斯德尔马尔克斯，是西班牙卡斯蒂利亚-莱昂阿维拉省的一个市镇。 总面积98km2, 总人口4381人（2001年），人口密度45人/km2。